# Cinnabarit
Cinnabarit (englisch cinnabar), vor allem im deutschen Sprachraum auch als Zinnober bekannt, ist ein häufig vorkommendes Mineral aus der Mineralklasse der „Sulfide und Sulfosalze“ mit der chemischen Zusammensetzung HgS und damit chemisch gesehen ein Quecksilbersulfid.
Cinnabarit kristallisiert im trigonalen Kristallsystem und entwickelt meist nur kleinere, aber dafür oft sehr flächenreiche Kristalle mit tafeligem bis prismatischem, rhomboedrischem oder dipyramidalem Habitus. Bekannt wurden bisher über 50 Kristallformen sowie Kristallzwillinge. Häufig findet er sich auch in Form krustiger Überzüge oder körniger bis massiger Mineral-Aggregate. Das Mineral ist durchscheinend bis undurchsichtig und weist auf sichtbaren Kristallflächen einen diamant- bis metallähnlichen Glanz auf. Derbe Aggregate oder Krusten sind dagegen eher matt.
Die Farbe von Cinnabarit ist überwiegend von einem charakteristisch leuchtenden, leicht ins Gelbe tendierenden und auch als Farbe bekannten Zinnoberrot bestimmt. Durch Fremdbeimengungen kann das Mineral aber auch eine braunrote bis bleigraue Farbe annehmen. Seine Strichfarbe ist jedoch immer ein kräftiges Rot, das als Scharlachrot beschrieben wird.
Mit einer Mohshärte von 2 bis 2,5 gehört Cinnabarit zu den weichen Mineralen, die sich ähnlich wie das Referenzmineral Gips  (Härte 2) gerade noch mit dem Fingernagel ritzen lassen. Cinnabarit kann farblich leicht mit Realgar verwechselt werden, mit dem er häufig vergesellschaftet vorkommt. Er unterscheidet sich allerdings durch seine viel höhere Dichte von diesem (Cinnabarit ≈ 8,2 g/cm3; Realgar ≈ 3,6 g/cm3). Weitere farblich ähnliche Minerale sind Cuprit, Krokoit, Proustit und Rutil.

## Etymologie und Geschichte

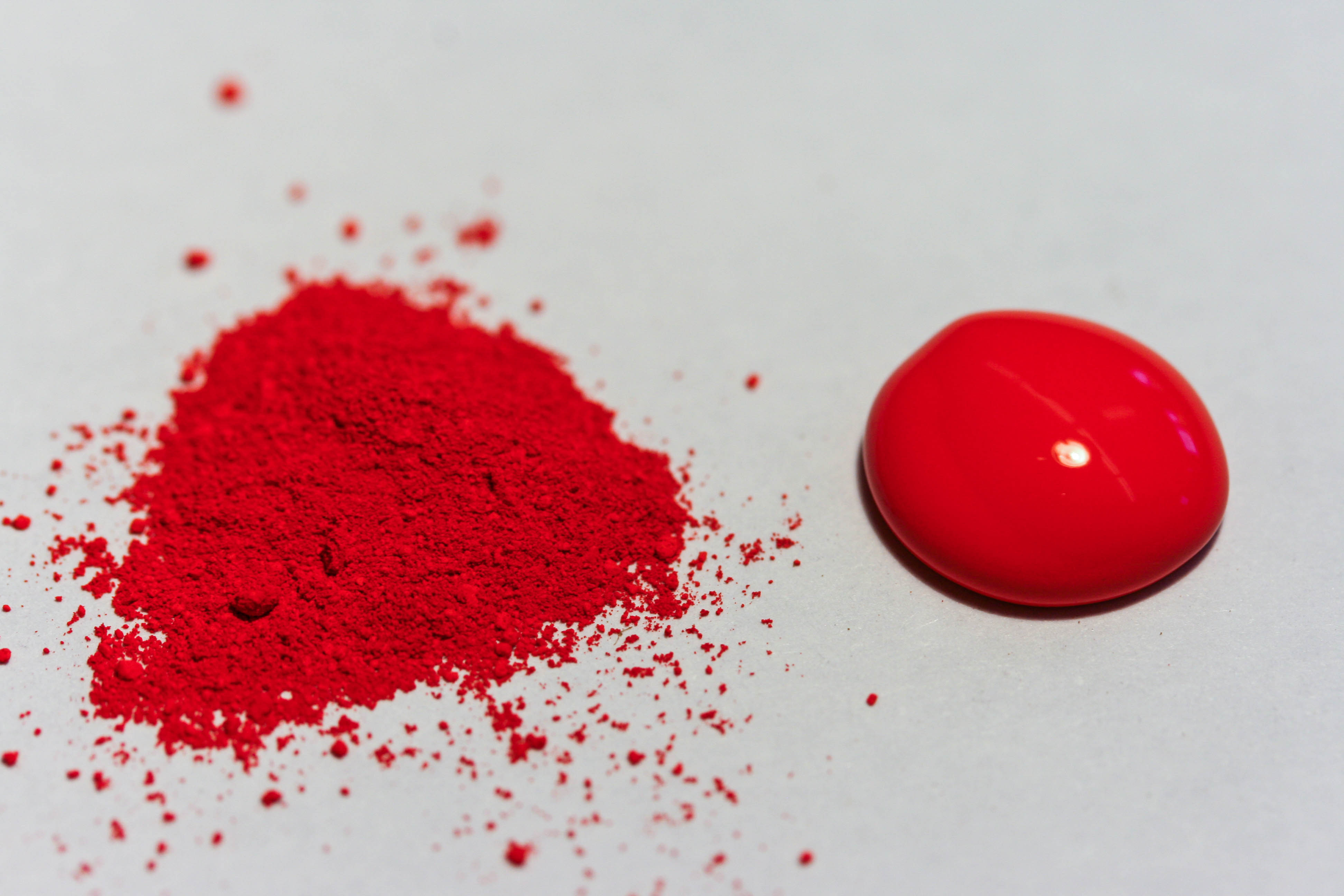
Zinnoberrot, links das Pigment, rechts die Farbe

Der Name „Cinnabarit“ nimmt Bezug auf die charakteristische rote Farbe des Minerals und leitet sich ab aus dem lateinischen cinnabaris bzw. dem griechischen κιννάβαρι[ς] kinnábari[s] für das Harz „Drachenblut“. Letzteres ist wahrscheinlich eine Übernahme aus dem Ostindischen, wo bestimmte Bäume ein rotes Harz abgeben. Eine gemeinsame Quelle könnte mit dem persischen Namen des Zinnobers persisch شنگرف, DMG šangarf, mit seiner arabischen Bezeichnung زنجفرة / zinǧifra und auch mit seinem Namen auf Sanskrit, सुगरम् sugaram bestehen. Jedoch ist diese Quelle nicht mehr auffindbar.
Abraham Gottlob Werner (1749–1817) wählte für das Mineral in seiner Mineral-Systematik die Bezeichnung Zinnober und ordnete es als Quecksilber-Erz in die Klasse der Metalle ein. Den bis heute gültigen Namen Cinnabarit prägte allerdings 1859 Carl Friedrich Naumann (1798–1873), der sich auf die ursprüngliche, lateinische Form bezieht. Hermann Hugo Alfred Francke (1860–) schlug zwar 1890 die der griechischen Schreibweise entsprechende Bezeichnung Kinnabarit vor, diese konnte sich jedoch nicht durchsetzen; ebenso wenig wie der von August Breithaupt (1791–1873) gewählte Name Merkurblende nach dem römischen Gott Mercurius als Symbolträger für das Quecksilber.
Die Herstellung von Zinnober im Trockenprozessverfahren aus den beiden Elementen Quecksilber und Schwefel wurde in China erfunden (daher der Trivialname „Chinesischrot“). Aufgrund der Tatsache, dass sich die frühesten Quellen zur Herstellung von Zinnober in Europa auf arabische Alchemisten aus dem 8. und 9. Jahrhundert beziehen, wird vermutet, dass diese die chinesische Erfindung nach Europa brachten. In Venedig wurde Zinnober ab dem 16. Jahrhundert synthetisch hergestellt. Im 17. Jahrhundert lag das Zentrum der europäischen Zinnoberproduktion im Trockenprozessverfahren schließlich in Amsterdam.
1687 verbesserte Gottfried Schulz die Herstellung von Zinnober mit der Entwicklung des Nassprozessverfahrens. Er erhitzte „Aethiops mineralis“ bzw. die schwarze Modifikation in einer wässrigen Lösung von Ammonium- oder Kaliumsulfid. Es entstand heller, gelbroter Zinnober, der zudem billiger herzustellen war.
Zinnober-Bergwerke aus der Zeit der Badener Kultur (ca. 3500–2800 v. Chr.) sind unter anderem aus Šuplja Stena in Serbien nachgewiesen.
Da der Cinnabarit bereits lange vor der Gründung der International Mineralogical Association (IMA) bekannt und als eigenständige Mineralart anerkannt war, wurde dies von ihrer Commission on New Minerals, Nomenclature and Classification (CNMNC) übernommen und bezeichnet den Cinnabarit als sogenanntes „grandfathered“ (G) Mineral. Die ebenfalls von der IMA/CNMNC anerkannte Kurzbezeichnung (auch Mineral-Symbol) lautet „Cin“.

## Klassifikation
Bereits in der veralteten 8. Auflage der Mineralsystematik nach Strunz gehörte der Cinnabarit zur Mineralklasse der „Sulfide und Sulfosalze“ und dort zur Abteilung „Sulfide mit dem Stoffmengenverhältnis Metall : S = 1 : 1“ mit einer Kristallstruktur vom PbS-Typus (und Verwandte), wo er als einziges Mitglied die Gruppe „Cinnabarit“ mit der Systemnummer II/B.14 bildete.
In der zuletzt 2018 überarbeiteten Lapis-Systematik nach Stefan Weiß, die formal auf der alten Systematik von Karl Hugo Strunz in der 8. Auflage basiert, erhielt das Mineral die System- und Mineralnummer II/C.18-010. Dies entspricht der Klasse der „Sulfide und Sulfosalze“ und dort der Abteilung „Sulfide mit dem Stoffmengenverhältnis Metall : S,Se,Te ≈ 1 : 1“, wo Cinnabarit zusammen mit Hypercinnabarit eine unbenannte Gruppe mit der Systemnummer II/C.18 bildet.
Die von der International Mineralogical Association (IMA) zuletzt 2009 aktualisierte 9. Auflage der Strunz’schen Mineralsystematik ordnet den Cinnabarit ebenfalls in die Abteilung der „Metallsulfide, M : S = 1 : 1 (und ähnliche)“ ein. Diese ist allerdings weiter unterteilt nach den in der Verbindung vorherrschenden Metallen, so dass das Mineral entsprechend seiner Zusammensetzung in der Unterabteilung „mit Zinn (Sn), Blei (Pb), Quecksilber (Hg) usw.“ zu finden ist, wo es als einziges Mitglied eine unbenannte Gruppe mit der Systemnummer 2.CD.15a bildet.
In der vorwiegend im englischen Sprachraum gebräuchlichen Systematik der Minerale nach Dana hat Cinnabarit die System- und Mineralnummer 02.08.14.01. Auch dies entspricht der Klasse der „Sulfide und Sulfosalze“ und dort der Abteilung „Sulfidminerale“. Hier findet er sich innerhalb der Unterabteilung „Sulfide – einschließlich Seleniden und Telluriden – mit der Zusammensetzung AmBnXp, mit (m+n) : p = 1 : 1“ als einziges Mitglied in einer unbenannten Gruppe mit der Systemnummer 02.08.14.

## Chemismus
Im Allgemeinen ist Cinnabarit sehr stoffrein und besteht entsprechend im Wesentlichen aus Quecksilbersulfid (HgS) mit einem Anteil von 86,2 Gew.-% Quecksilber (Hg) und 13,8 Gew.-% Schwefel (S). In der Natur enthält Cinnabarit allerdings oft verschiedene mechanische Verunreinigungen wie beispielsweise organische Substanzen.

## Kristallstruktur
Cinnabarit kristallisiert trigonal in der Raumgruppe P3121 (Raumgruppen-Nr. 152) oder P3221 (Nr. 154) mit den Gitterparametern a = 4,15 Å und c = 3,26 Å sowie drei Formeleinheiten pro Elementarzelle.
Die Kristallstruktur von Cinnabarit besteht aus Spiralketten entlang der c-Achse mit je zweifach koordinierten Quecksilber- und Schwefelionen (Hg[2]S[2]). Die Bindungen zu den benachbarten Ketten erzeugen eine trigonal deformierte Galenit-Struktur Hg[2+4]S[2+4].
| Kristallstruktur von Cinnabarit |
| - mit Blickrichtung parallel zur a-Achse - mit Blickrichtung parallel zur b-Achse - mit Blickrichtung parallel zur c-Achse - räumliche Darstellung in der kristallographischen Standardausrichtung |
| Farbtabelle: _ Hg 0 _ S |

## Eigenschaften
Cinnabarit weist eine auffällig hohe Doppelbrechung (δ = 0,351) auf, die etwa doppelt so hoch ist wie die des dafür bekannten Calcits (Doppelspat, δ = 0,154 bis 0,174). Zudem zeigt er eine sehr starke, den Quarz um das 15fache übertreffende, zirkulare Polarisation.
Cinnabaritkristalle zeigen eine vollkommene Spaltbarkeit nach {1010} und brechen mit unebenen bis schwach muschelförmig aussehenden Bruchflächen. Auch wenn das Mineral mit einer Mohshärte von 2 bis 2,5 noch zu den weichen Mineralen mit einer gewissen Zähigkeit – Cinnabarit ist geringfügig mit dem Messer schneidbar – zählt, reagiert es beim Ritzen dennoch spröde und splittrig.
Vor dem Lötrohr sublimiert Cinnabarit sehr leicht (ab 200 °C) und mit Soda im Glührohr erhitzt, setzt sich reines Quecksilber ab. Gegenüber Säuren und Laugen ist Cinnabarit allerdings sehr beständig, nur in Königswasser und konzentrierten Alkalisulfid-Lösungen löst er sich auf.
Beim Erhitzen kann unter anderem rotes Quecksilberoxid entstehen.

## Modifikationen und Varietäten
Cinnabarit ist eine von drei Modifikationen des Quecksilbersulfids (HgS). Die beiden anderen sind der kubisch kristallisierende Metacinnabarit und der hexagonal kristallisierende Hypercinnabarit.
Als Stahlerz wird eine bläuliche Varietät mit metallischem Glanz bezeichnet.

## Bildung und Fundorte

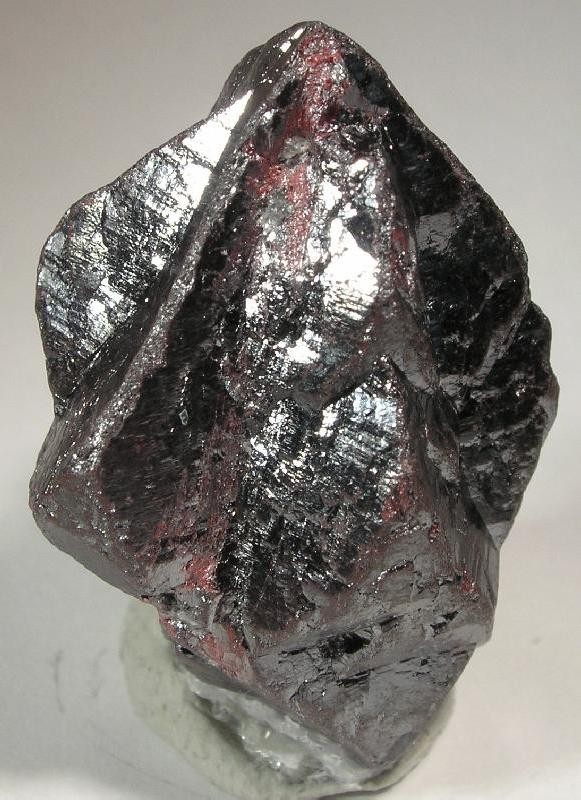
Cinnabarit-Zwilling aus der „Tongren Mine“, Wanshan, Guizhou, China (Größe: 3 × 2,1 × 1,6 cm)

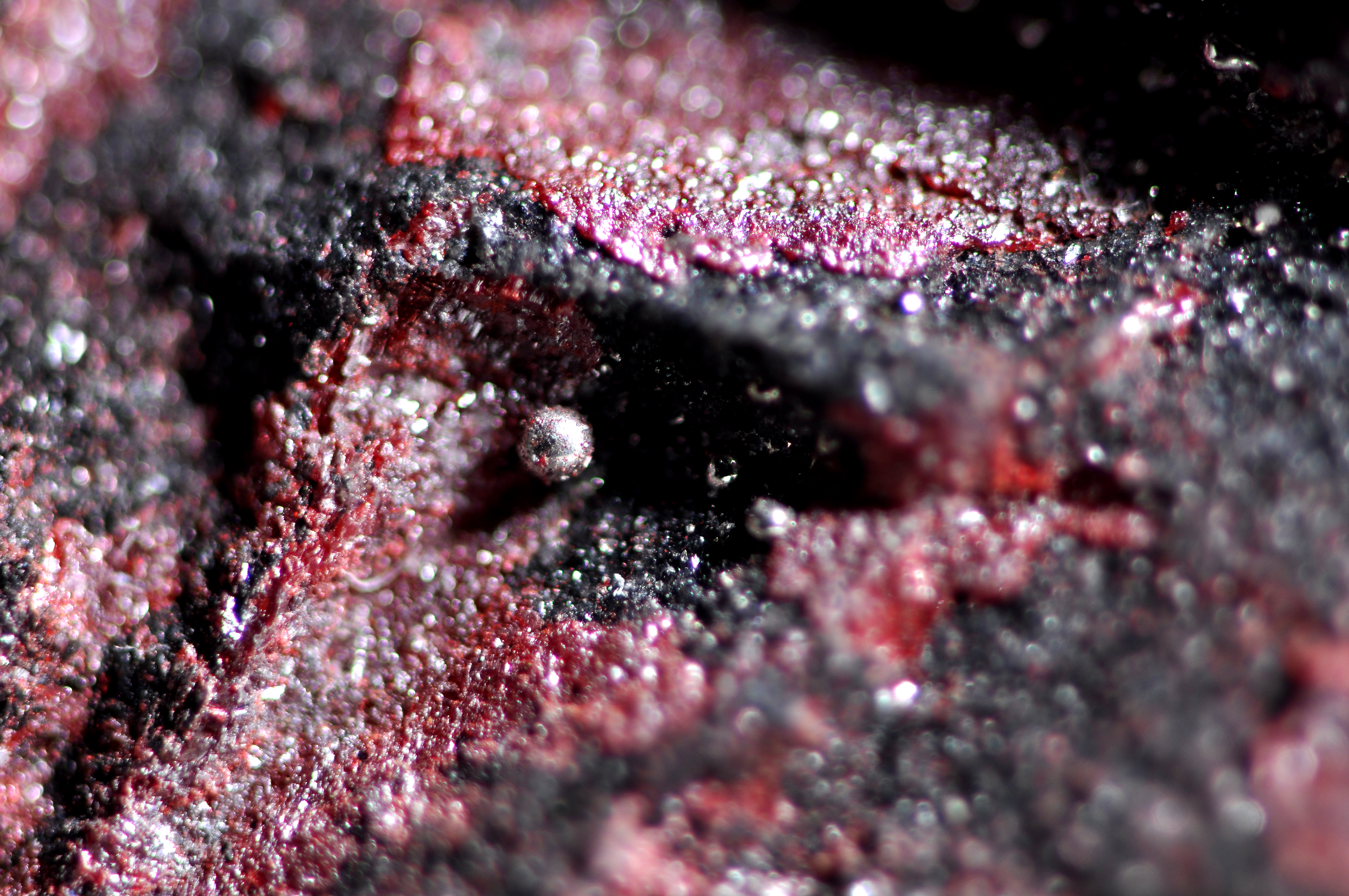
Quecksilberperle auf Cinnabarit aus Spanien

Cinnabarit bildet sich hydrothermal hauptsächlich in Bruchzonen um vulkanische Schlote und an heißen Quellen. Begleitminerale sind unter anderem Stibnit, Arsenopyrit, Calcit, Chalcedon, Dolomit, Fluorit, Markasit, Pyrit, Quarz, Quecksilber und Realgar.
Als häufige Mineralbildung ist Cinnabarit an vielen Fundorten anzutreffen, wobei bisher über 2600 Fundorte (Stand: 2019) als bekannt gelten. Zu den wichtigsten Lagerstätten gehören allerdings der Monte Amiata in Italien, Idrija in Slowenien, Almadén in Spanien, Nikitovka (Oblast Donezk) in der Ukraine und Fargʻona (auch Ferghana) in Usbekistan.
Bekannt aufgrund außergewöhnlicher Cinnabaritfunde ist vor allem China, wo an zahlreichen Fundstellen in Hunan, Guizhou und anderen Provinzen gut entwickelte Kristalle von bis zu sieben Zentimetern Größe zutage traten.
In Deutschland fand sich das Mineral an vielen Stellen im Schwarzwald in Baden-Württemberg, bei Wölsendorf im bayerischen Landkreis Schwandorf, an mehreren Stellen in Hessen und Niedersachsen, im Sauerland und Siegerland in Nordrhein-Westfalen, an vielen Orten in Rheinland-Pfalz sowie an einigen Stellen im Saarland, in Sachsen-Anhalt, Sachsen und Thüringen. Bis 1942 wurde Zinnober im Lemberg an der Nahe, der einzigen Quecksilbergrube Mitteleuropas abgebaut.
In Österreich trat Cinnabarit bisher vor allem in Kärnten, Salzburg, der Steiermark und Tirol auf.
In der Schweiz konnte das Mineral bisher nur an zwei Stellen im Schams im Kanton Graubünden und an mehreren Stellen im Kanton Wallis gefunden werden.
Weitere Fundorte liegen unter anderem in Afghanistan, Australien, Bolivien, Chile, Frankreich, Japan, Kanada, Kirgisistan, Mexiko, Russland, Simbabwe, der Slowakei, Tschechien, Ungarn, im Vereinigten Königreich (Großbritannien) und in vielen Bundesstaaten der USA.

## Synthetische Herstellung
Bereits im Mittelalter wurde Zinnober (als Farbe in der Buchmalerei) durch Sublimation aus Quecksilber und Schwefel hergestellt.
Das Quecksilbersulfid kann chemisch aus Quecksilber(II)salz-Lösungen durch Einleiten von Schwefelwasserstoff als Quecksilber(II)sulfid ausgefällt werden. Dabei fällt zunächst das metastabile, schwarze, kubische Sulfid (Metacinnabarit) aus. Dieses geht bei Kontakt mit Ammoniumpolysulfidlösung im Verlauf einiger Tage in die schwerer lösliche, hexagonale rote Modifikation über.

## Verwendung

### Als Rohstoff
Cinnabarit ist mit einem Metall-Gehalt von 87 Prozent das wichtigste und häufigste Quecksilber-Mineral, allerdings sinkt die wirtschaftliche Bedeutung seit Jahren und damit gehen auch die Produktionsmengen weltweit zurück. So betrug die weltweite Quecksilberproduktion 1971 noch über 10000 t, sank jedoch bereits 1975 auf rund 9600 t, wobei die UdSSR zu der Zeit mit einem Produktionsanteil von 25 % Marktführer war. 2010 betrug die weltweite Quecksilberproduktion nur noch 1960 t.

### Als Pigment

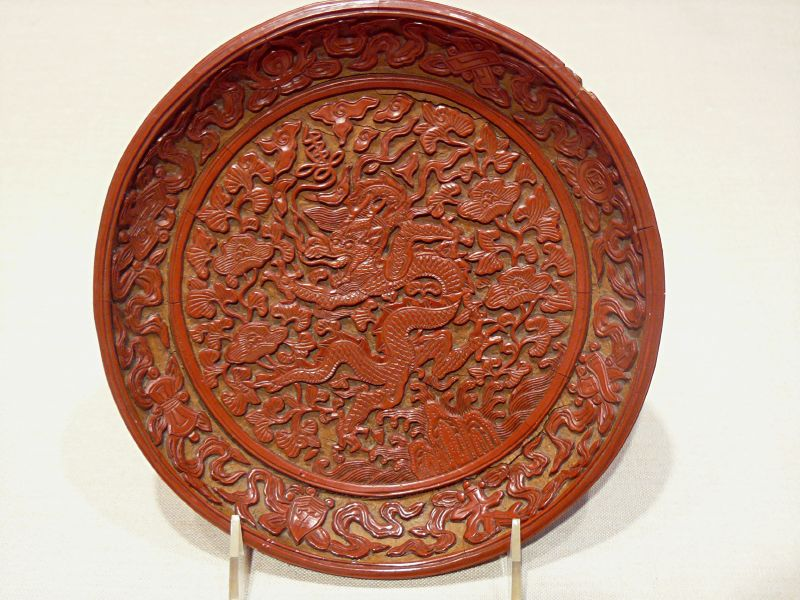
Holzteller mit Dekor aus Zinnoberlack (1522–1566), Durchmesser etwa 18,7 cm. Ausgestellt im Brooklyn Museum, New York City

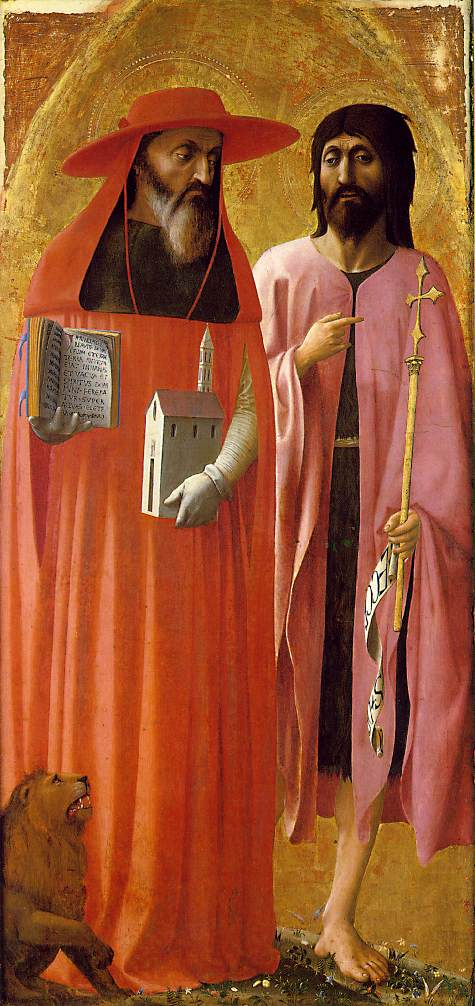
Masaccio, Heiliger Hieronymus und heiliger Johannes der Täufer, 1428–29, National Gallery (London)

Historische Anwendung fand Cinnabarit/Zinnober als rotes Pigment, dem „Zinnoberrot“. Es wird spätestens seit dem Natufien (12000–9500 bzw. 9000 v. Chr.) als Farbstoff eingesetzt, wie ein bemalter Schädel aus Kfar HaHoresh belegt. In der Vinča-Kultur (5400–4600/4550 v. Chr.) wurde das Mineral auch zur Keramikdekoration eingesetzt.
Das enthaltene Quecksilber wurde nach Reduktion des Quecksilbersulfids als Material für Spiegel verwendet. Als Pigment wurde das Mineral seit dem Altertum in der Wand-, Tafel- und Buchmalerei eingesetzt.
Die Maya verwendeten Zinnober zur Dekoration von Häusern und Palästen, Keramik und Werkzeugen, sowie bei Ritualen.
Zinnober wurde seit der Antike bis zum 20. Jahrhundert in der Malerei verwendet. Ein schönes Beispiel ist das Gemälde von Masaccio, wo die Robe des heiligen Hieronymus mit Zinnober, diejenige des heiligen Johannes der Täufer mit Krapplack gemalt wurde.
Zinnoberrot hat eine gute Deckkraft, kann sich aber bei starker Beleuchtung dunkel färben. Als Malerfarbe kann man Zinnober auch unter folgenden Bezeichnungen finden: Bergzinnober, Cinnabar, Mercurblende, Minium, Quecksilbersulfidrot, Rotes Schwefelquecksilber, Chinesischrot und Vermillion.

### Weitere Verwendungen
Als Schmuckstein ist Cinnabarit trotz seiner ansprechenden Farbe aufgrund seiner geringen Mohshärte und hohen Spaltneigung für die Schmuckindustrie ohne Interesse, zumal er meist auch nur kleine Kristalle bildet. Für Sammler von seltenen Schmucksteinen wird Cinnabarit aber dennoch gelegentlich in geschliffener Form angeboten.